# Eiconaxius singularis
Eiconaxius singularis är en kräftdjursart som beskrevs av Zarenkov 1983. Eiconaxius singularis ingår i släktet Eiconaxius och familjen Axiidae. Inga underarter finns listade i Catalogue of Life.